# Obsessed
Obsessed (originaltitel: Obsessed) är en amerikansk thriller, dramafilm från 2009 filmen är regisserad av Steve Shill. Filmen släpptes på DVD och Blu-ray den 18 november 2009 i Sverige. Filmen är tillåten från 15 år.

## Handling
Derek Charles (Idris Elba) är en hårt arbetande man. Han är anställd som kapitalförvaltare och är lyckligt gift med Sharon Charles (Beyoncé Knowles). Tillsammans har de sonen Kyle (Nathan Myers och Nicolas Myers). En dag får Derek en ny kollega - Lisa Sheridan (Ali Larter). Hon blir attraherad av Derek och försöker förföra honom, men det går inte. Lisa blir besatt och vill nu förstöra mellan Sharon och Derek till vilket pris som helst.

## Rollista (i urval)
- Beyoncé Knowles – Sharon Charles
- Idris Elba – Derek Charles
- Ali Larter – Lisa Sheridan
- Christine Lahti – Detektiv Monica Reese
- Bruce McGill – Joe Gage
- Scout Taylor-Compton – Samantha
- Ron Roggé – Roger
- Jerry O'Connell – Ben
- Richard Ruccolo – Hank
- Matthew Humphreys – Patrick
- Nicolas Myers och Nathan Myers - Kyle Charles